# وین
وین (به آلمانی: Wien) (تلفظ [vi:n] ()) پایتخت کشور اتریش و یکی از استان‌های نه‌گانه کشور اتریش محسوب می‌شود. این شهر بزرگ‌ترین شهر اتریش و نهمین شهر بزرگ در اتحادیه اروپا است. تا قبل از شروع سده بیستم میلادی، وین بزرگ‌ترین شهر آلمانی زبان اروپا بود. پیش از شروع جنگ جهانی اول این شهر دو میلیون نفر جمعیت داشت.

## تاریخچه
این شهر در سده ۵ پیش از میلاد مسیح بنا و به تدریج به پایتخت اتریش تبدیل شده‌است. نام وین از قدیم مترادف موسیقی، مجالس بزم و رقص والس بوده، اما در دوران پیش از جنگ جهانی اول روی دیگری هم داشت که بسیار ناخوشایند بود. شمار زیادی از اهالی شهر در بیغوله‌ها زندگی می‌کردند، و در سال ۱۹۱۳ حدود ۱۵۰۰ نفر از سکنه وین خودکشی کردند.
بعد از جنگ جهانی دوم قوای متفقین آن را به چهار قسمت تحت کنترل شوروی، آمریکا، انگلیس و فرانسه تقسیم کردند. بعد از آن که اتریش قبول کرد برای همیشه بی‌طرف بماند و به پیمان آتلانتیک شمالی (ناتو) نپیوندد، نیروهای شوروی در سال ۱۹۵۵ از این شهر خارج شدند.
فیلم مرد سوم با بازی اورسون ولز در مورد فضای حاکم بر وین در دوران اشغال آن توسط قوای چهارگانه متفقین است. فیلمنامه این فیلم را گراهام گرین نوشته‌است.
این شهر همچنین محل زندگی فرزند نادرشاه، یوهان یوزف فون زملین بوده است.

## سیاست
وین سومین شهر دنیاست که دفتر سازمان ملل متحد در آن قرار دارد و دفاتر بین‌المللی برخی از سازمان‌های جهانی مانند اوپک، OSZE و سازمان انرژی اتمی در این شهر استقرار یافته‌است.
بافت مرکزی شهر وین بنا به درخواست دولت این کشور در سال ۲۰۰۱ میلادی از جانب سازمان یونسکو به عنوان میراث فرهنگی جهانی به ثبت رسیده‌است.
توافق هسته‌ای ایران و گروه پنج بعلاوه یک، با عنوان برنامه جامع اقدام مشترک در ۱۴ ژوئیه ۲۰۱۵ در وین منعقد گردید.

## نام گذاری
نام «ویَن» در زبان فارسی از نام آن در زبان فرانسوی (Vienne) گرفته شده‌است. در زبان آلمانی نام شهر «وین» (بر وزن چین) تلفظ می‌شود.

## موقعیت جغرافیایی

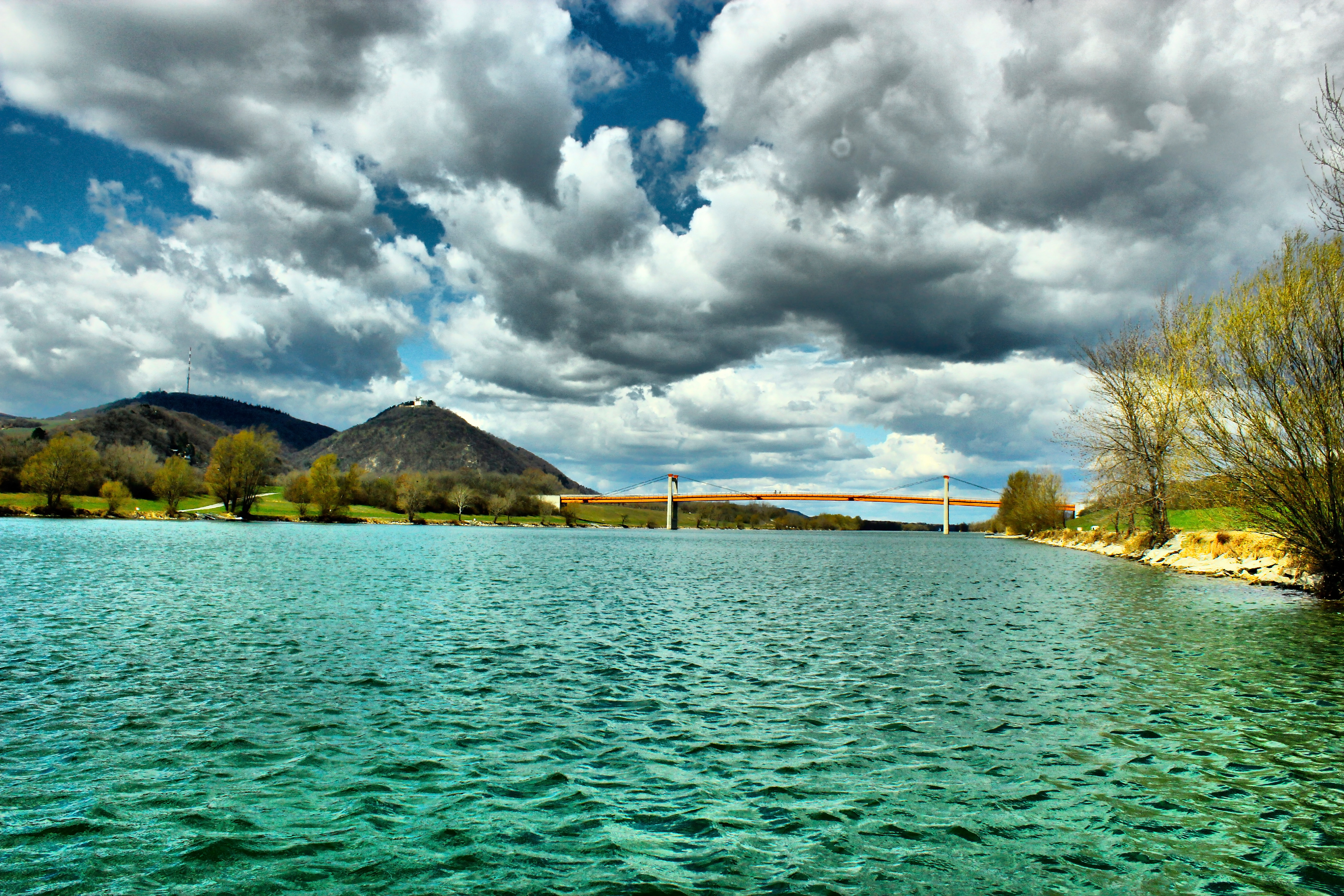
رود دانوب در شهر وین

وین در شمال شرقی کشور اتریش و در نزدیکی رود دانوب قرار دارد. بر مبنای آخرین داده‌های دقیق جغرافیایی بیشترین درازای شهر وین ۳۱ کیلومتر به شکل طولی بوده است.
این شهر ۴۱۵ کیلومتر مربع مساحت دارد و هم‌اکنون جمعیت آن به ۱٬۷۰۰٬۰۰۰ نفر می‌رسد که از این جمعیت، در حدود ۷۰٬۰۰۰ نفر ایرانی می‌باشند.

## مراکز دانشگاهی
از دانشگاه‌های دولتی وین می‌توان دانشگاه وین و دانشگاه بودن کولتور وین (BOKU) را نام برد، تحصیل در وین رایگان بود؛ اما در سال‌های اخیر مبلغ ۷۴۵ یورو برای هر ترم به عنوان شهریه دریافت می‌شود و در ضمن همه می‌توانند از امکانات بورسیه تحصیلی برخوردار شوند. دانشگاه فنی وین (TU)نیز بزرگ‌ترین دانشگاه وین در رشته‌های فنی و مهندسی است.
از دانشگاه‌های خصوصی می‌توان دانشگاه بین‌المللی وین و دانشگاه وبستر را نام برد.

## گردشگری
وین در همه روزهای سال پذیرای عده زیادی از جهانگردان است و در سال حدود ۷ میلیون توریست از آن بازدید می‌کنند که بر اساس آمار، در سال ۲۰۰۴ این جمعیت چیزی در حدود ۵/۳ میلیون نفر بوده‌است.

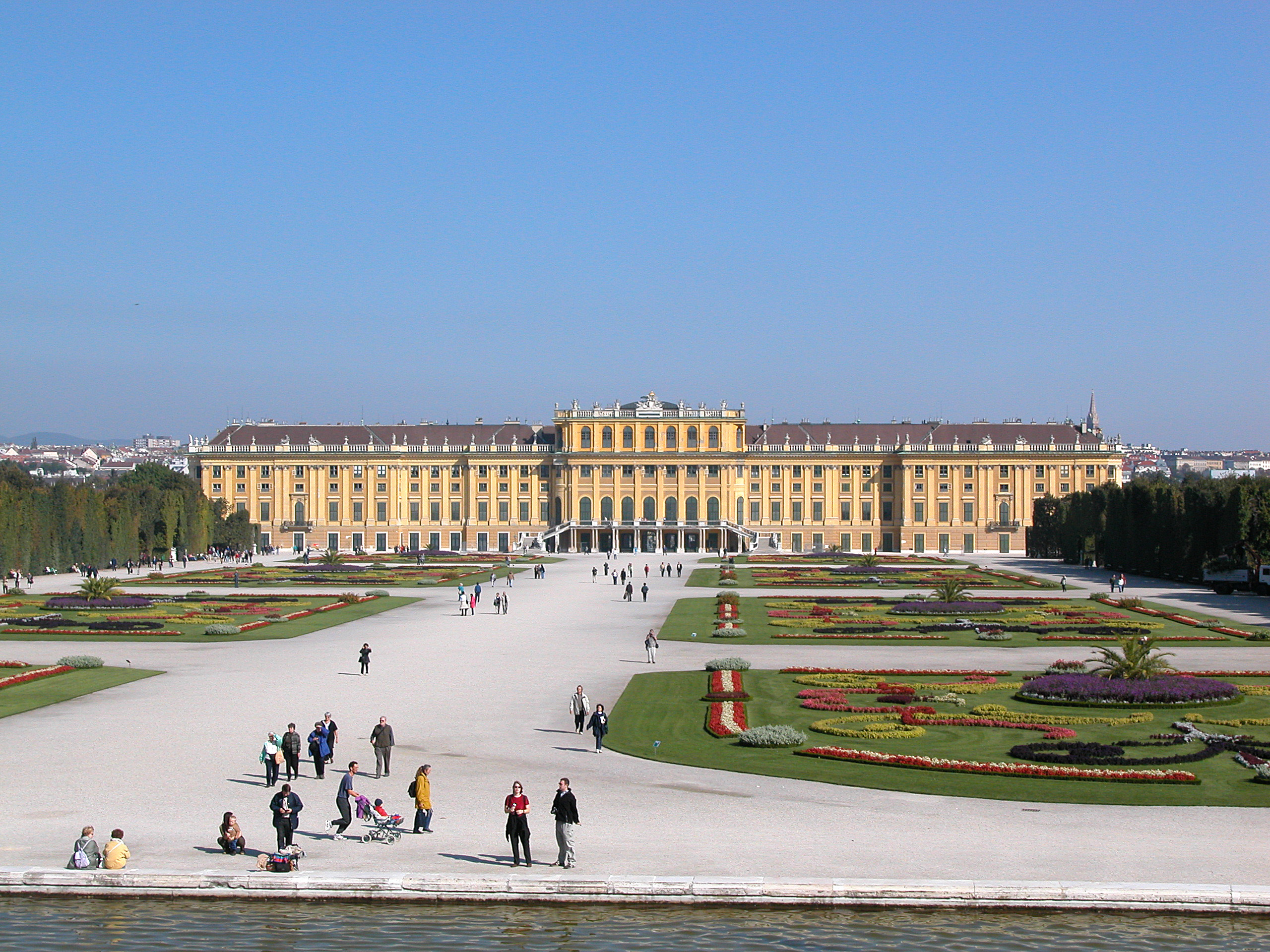
قصر شونبرون

- موزه ملکه سی‌سی یکی از موزه‌های معروف وین است.
- کلیسای سنت‌استفان با قدمتی ۹۰۰ ساله بزرگ‌ترین کلیسای شهر به‌شمار می‌رود و در مرکز شهر قرار دارد و یک شاهکار دوره گوتیک محسوب می‌شود. ورود برای عموم رایگان است. یکی از جالب‌ترین قسمت‌های این کلیسا سردابه (به آلمانی Katakomben) آن است که بقایای اسکلت قربانیان طاعون در قبرهای دست جمعی آن جا نگهداری می‌شود.
- قصر شونبرون نیز از دیدنی‌ترین جاهای وین است که در دوره باروک و حدود سال ۱۷۰۰ میلادی بنا شده‌است و در آن سالنی قرار دارد که به سالن ایرانی مشهور بوده و معماری آن نیز به سبک معماری ایرانی است. در زبان آلمانی شون به معنای زیبا و برون به معنای چشمه است. همچنین شونبرون دارای یک گلخانه بسیار بزرگ و مجهز بوده که در نوع خود بی‌نظیر است و تنوع گیاهانی که در آن کاشته‌اند تا آنجاست که تا صد سال پیش در آن درخت انار می‌کاشتند. صدها گونه رز در فضای باز این قصر کاشته شده که به صورت فصلی دوباره کاشته می‌شوند.
- هافبورگ قصر سلطنتی اتریش است و طی بیش از ششصد سال محل زندگی پادشاهان اتریش از اولینشان رودولف اول در سال ۱۲۷۳ تا آخرینشان کارل اول در سال ۱۹۱۸ بوده‌است.
- موزه آلبرتینا که زمانی مهمانسرای سلطنتی بود اکنون یکی از معروف‌ترین موزه‌های وین است که در آن آثار رافائل، رامبراند، داوینچی، مایکل آنجلو، سزان، پیکاسو و البته گوستاو کلیمت و اگون شیله نگهداری می‌شود.
- قصر بلویدیر شامل موزه‌ها و گالری‌های مختلفی است و آثار مهمی از گوستاو کلیمت و اگون شیله در آن نگهداری می‌شود. تابلوی معروف بوسه (نقاشی) اثر کلیمت در این مکان نگهداری می‌شود.

از دیگر نقاط دیدنی وین می‌توان باغ وحش، قصر گلوریت، موزه تکنیک و موزه دکتر لئوپلد را نام برد.

## موسیقی
وین پایتخت جهانی موسیقی است و در تمام جهان شهر و زادگاه بسیاری از آهنگسازان و بزرگان موسیقی شناخته می‌شود. دانشگاه موسیقی و هنرهای نمایشی وین که یک دانشگاه دولتی است، بزرگ‌ترین و معتبرترین دانشگاه موسیقی و هنرهای نمایشی وین است. همچنین مدرسه‌ها، هنرستان‌ها و کنسرواتوارهای خصوصی موسیقی فراوان دیگری نیز به آموزش علاقه‌مندان و هنرجویان موسیقی در وین می‌پردازند.
در وین ۳۵ خانه وجود دارد که بتهوون چندی در آن‌ها زندگی کرده‌است. معروف‌ترین ارکستر دنیا، ارکستر فلارمونیک وین است که چندین نسل در آن می‌نوازند. به‌طوری‌که گاه پدر، پسر و نوه در یک شب با این ارکستر اجرا دارند و علاقه به موسیقی به صورت سینه به سینه از نسلی به نسل دیگر منتقل می‌شود. با این ارکسترها چند موسیقیدان و نوازنده ایرانی نیز همکاری دارند.

## مترو
متروی وین در سال ۱۹۷۶ تأسیس شده و هم‌اکنون دارای ۵ خط و ۱۰۴ ایستگاه می‌باشد.

## فرهنگ کافه‌نشینی
در وین فرهنگ کافه‌نشینی اهمیت بسیاری داشت و هنوز هم ادامه دارد. یکی از دلایل اهمیت زیاد کافه‌ها این بود که همه‌جور آدمی به آن‌ها می‌رفت، و در نتیجه حوزه‌ها و علایق مختلف به رشد یکدیگر کمک می‌کردند. در واقع، مرزهای نظری که بعدها در تفکر غربی خیلی پررنگ و برجسته شدند، در آن زمان کاملاً انعطاف‌پذیر بودند.
قصه‌ای وجود دارد که می‌گوید وقتی ترکان عثمانی در سال ۱۶۸۳ از ادامه محاصره وین منصرف شدند و عقب‌نشینی کردند، گونی‌های قهوه زیادی را در اطراف شهر به جای گذاشتند، و اولین کافه‌های وین با استفاده از این گونی‌های قهوه به‌راه افتاد.
چارلز امرسون، نویسنده کتاب «۱۹۱۳: در جستجوی جهان پیش از جنگ بزرگ» می‌گوید: «فرهنگ کافه نشینی، و بحث و گفتگو در کافه‌ها هنوز هم بخش مهمی از زندگی وینی است. حلقه روشنفکران وینی نسبتاً کوچک بود و همه یکدیگر را می‌شناختند و این باعث می‌شد که تبادل ایده‌ها از حوزه‌های فرهنگی مختلف به‌راحتی انجام شود.»
او اضافه می‌کند که چنین وضعیتی برای دگراندیشان سیاسی و کسانی که از کشورشان فرار کرده بودند، مطلوب بود: «حکومت مرکزی قدرت فوق‌العاده زیادی نداشت و تا حدی سهل‌انگار بود. اگر در اروپا به‌دنبال جایی برای پنهان شدن بودید که بتوانید در آن با افراد جالب زیادی آشنا شوید، وین انتخاب مناسبی بود.»
کافه لانتمان (Café Landtmann)، پاتوق فروید، هنوز در بلوار معروف رینگ است. این بلوار به‌دور منطقه تاریخی مرکزی شهر، موسوم به اینر اشتات (Innere Stadt)، کشیده شده‌است.
تروتسکی و هیتلر مشتری کافه سنترال (Café Central) بودند که با کافه لانتمان فقط چند دقیقه پیاده فاصله داشت.

## شهرهای خواهر
|  | - تبریز ، ایران - برازیلیا، برزیل - براتیسلاوا، اسلواکی - برنو، جمهوری چک - بوداپست، مجارستان - چنگدو، چین - کی‌یف، اوکراین | - کراکوف، لهستان - لیوبلیانا، اسلوونی - مسکو، روسیه - پاریس، فرانسه - تهران، ایران - سنندج، ایران - تریسته، ایتالیا |